# Torre Val de San Pedro
Torre Val de San Pedro es un municipio y localidad española de la provincia de Segovia, en la comunidad autónoma de Castilla y León. El término municipal, ubicado en la falda norte de la sierra de Guadarrama, tiene una población de 180 habitantes (INE 2024).

## Geografía

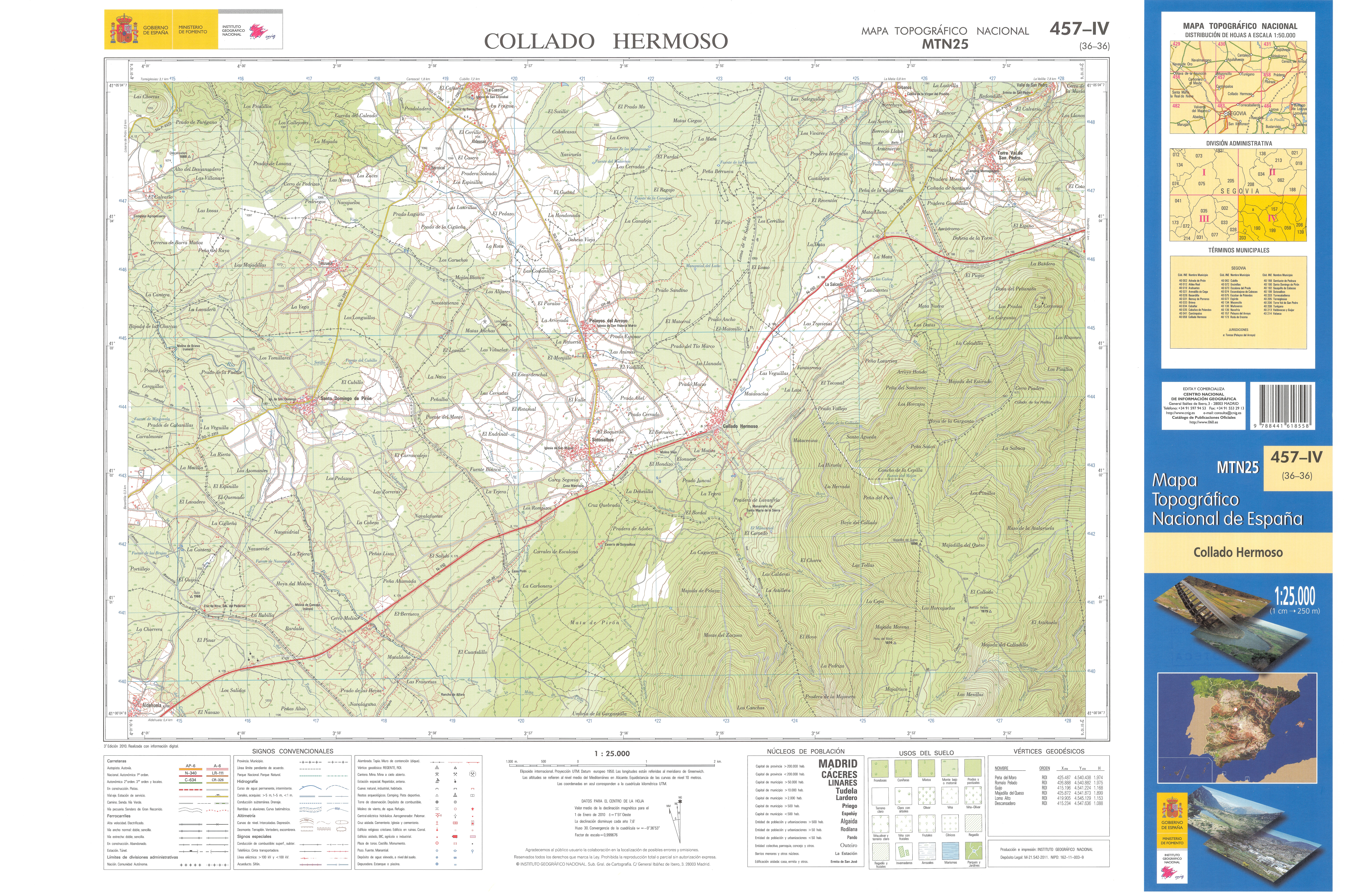
Fragmento de la hoja 457 del Mapa Topográfico Nacional de España de 2010 en el que se representa parte de Collado Hermoso

Integrado en la Comunidad de Villa y Tierra de Pedraza, se sitúa a 28 km de la capital segoviana. El término municipal está atravesado por la carretera N-110 entre los pK 164-165 y 167-169, además de por la carretera local SG-P-2322, que permite la comunicación con Pedraza. 
El relieve del municipio está formado por la ladera occidental de los Montes Carpetanos, pertenecientes a la sierra de Guadarrama. Los picos más destacables del territorio son El Nevero (2209 m), Los Pelados (2138 m), Collado del Porrinoso (2091 m) y Pelado (2057 m). Una parte del término municipal está integrada en el parque nacional de la Sierra de Guadarrama. La altitud del municipio oscila entre los 2209 m (El Nevero) y los 1030 m a orillas del río Cega. El pueblo se alza a 1119 m sobre el nivel del mar. 
| Noroeste: Pelayos del Arroyo ySantiuste de Pedraza | Norte: Santiuste de Pedraza     | Noreste: Aldealengua de Pedraza     |
| Oeste: Collado Hermoso                             |                                 | Este: Navafría                      |
| Suroeste: Collado Hermoso                          | Sur: Pinilla del Valle (Madrid) | Sureste: Navafría y Lozoya (Madrid) |

### Núcleos de población
En el término municipal se encuentran las localidades de:
- La Salceda
- Torre Val de San Pedro (capital del municipio)
- Valle de San Pedro.

## Demografía
Cuenta con una población de 180 habitantes (INE 2024).
| Gráfica de evolución demográfica de Torre Val de San Pedro entre 1842 y 2021 |
| |
| Población de derecho según los censos de población del INE Población de hecho según los censos de población del INEEntre el censo de 1970 y el anterior, crece el término del municipio porque incorpora a 40532 (Salceda) |

| 191           | 177 | 191 | 192 | 195 | 194 | 203 | 193 | 190 | 187 | 192 | 193 |
| (Fuente: INE) |     |     |     |     |     |     |     |     |     |     |     |

## Administración y política
Lista de alcaldes
| Periodo   | Nombre                           | Partido     |
| --------- | -------------------------------- | ----------- |
| 1979-1983 | Mariano Martín Martín            | UCD         |
| 1983-1987 | Mariano Martín Martin            | PSOE- INDEP |
| 1987-1991 | José A. Sebastián Santa Engracia | PSOE- INDEP |
| 1991-1995 | José A. Sebastián Santa Engracia | PSOE- INDEP |
| 1995-1999 | Mª Josefa Pérez Alhambra         | PP          |
| 1999-2003 | Benigno Ruiz Esteban             | PSOE        |
| 2003-2007 | Benigno Ruiz Esteban             | PSOE        |
| 2007-2011 | Paulino Adrián Masedo González   | PP          |
| 2011-2015 | Paulino Adrián Masedo González   | PP          |
| 2015-2019 | Paulino Adrián Masedo González   | PP          |
| 2019-2023 | Santiago Santiuste Sebastián     | PP          |
| 2023-act. | María Fuencisla Manso Marinas    | PP          |

## Monumentos y lugares de interés

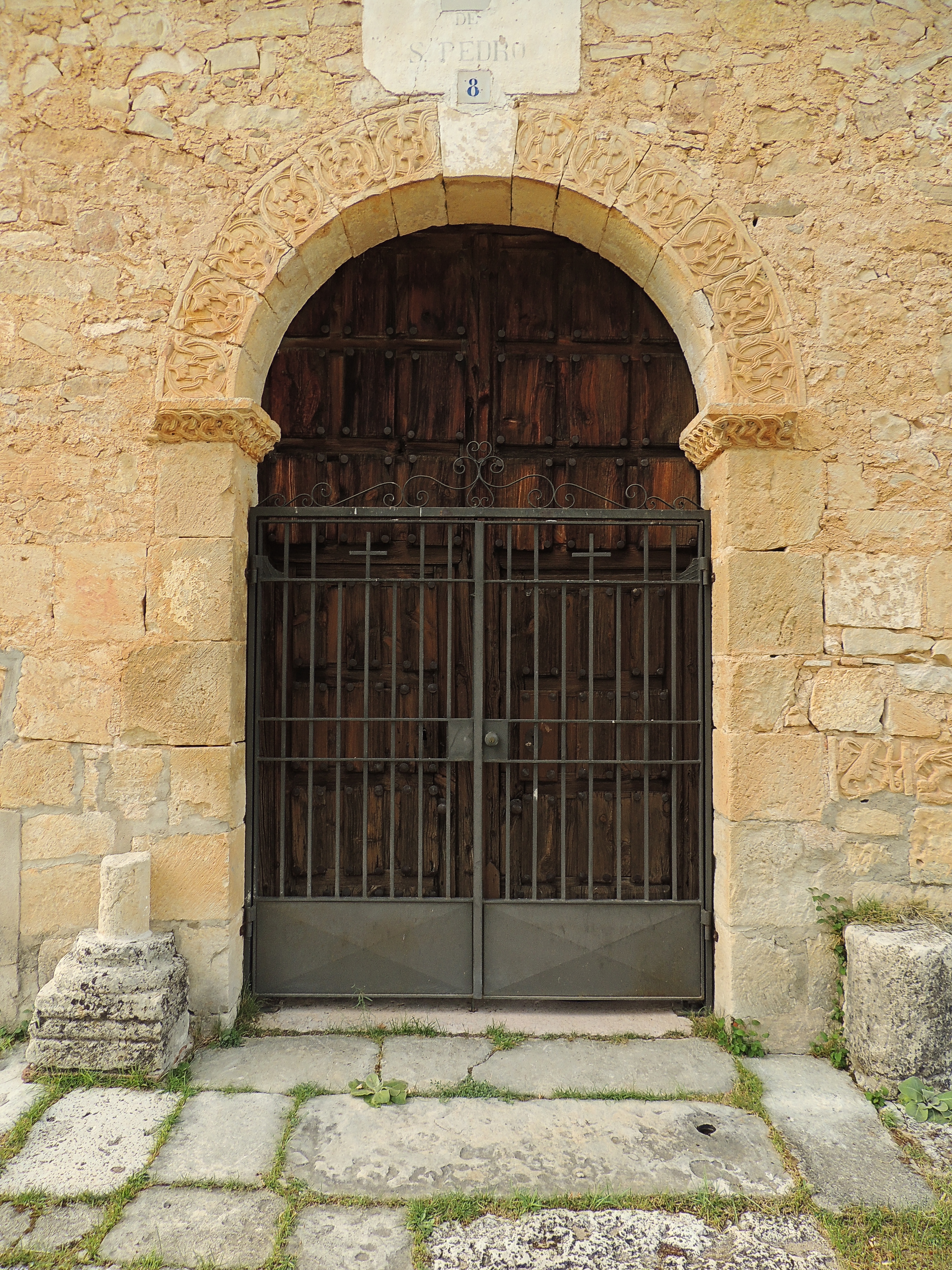
Portada románica de la iglesia de San Pedro en Valle de San Pedro

- Iglesia de San Pedro Apóstol. Situada en los extrarradios del núcleo de El Valle. De origen románico pero reedificada entre 1733 y 1745 y reformas constantes hasta el año 1893, aunque de este estilo tan solo conserva un sencillo arco de medio punto de la puerta sur, algunos restos esculturados y su bella pila bautismal, una de las mejores de la provincia de Segovia. De las numerosas reformas llevadas a cabo en el templo, destaca la bella portada barroca labrada a los pies de la puerta de poniente del templo, a la cual enmascara un desacertado porche que intenta preservarla. Dentro del templo podemos admirar su gran retablo mayor así como su imaginería de los siglos XVI, XVII y XVIII.
- Iglesia de Santa Ana. Situada en la Torre, núcleo principal del municipio alrededor de la cual se conforma el caserío del mismo. Se compone de tres naves divididas por arquerías de cantería y techumbre de madera con artesonado de estilo mudéjar en la nave central y en el presbiterio, este último original del siglo XV restaurado en 2005.Cabe destacar, al igual que en la iglesia de San Pedro, la excelente imaginería de los siglos XV XVI y XVII, así como una buena colección de platería, entre cuyas piezas sobresalen la custodia de sol realizada en 1699 por el platero segoviano Antonio Salbán, la cruz procesional hecha también en Segovia en el XVIII por Ignacio Álvarez Arintero (ambas piezas compartidas por las dos parroquias que compusieron en la antigüedad y hasta 1845 el concejo de "Val de San Pedro" dependiente de la Villa y Tierra de Pedraza al que pertenecían los dos núcleos además de otro desaparecido.
- Ermita de San Roque. Situada entre La Torre y El Valle. Dicha sencilla ermita del siglo XVIII posee una construcción de planta rectangular con muros de mampostería. Su puerta de acceso se localiza en dirección poniente y está resguardada por un pequeño pórtico, sobre el que se localiza una espadaña con su respectiva campana.
- El Calvario del siglo XVIII situado en La Torre.
- Casa consistorial de finales del siglo XIX blasonada
- Se conservan los un potros de herrar los tres núcleos.
- La iglesia de La Salceda (agrupada al municipio de Torre Val de San Pedro en 1970) dedicada a Nuestra señora de la Asunción, siendo obra barroca del siglo XVII. Conserva en su interior una buena imagen gótica de la Virgen que se fecha en el siglo XIV.

## Fiestas
- Valle: Virgen del Carmen (tercer domingo de julio);
- Torre Val: Ofrenda de la Virgen del Rosario (segundo domingo de octubre) y Santa Ana (26 de julio o el domingo siguiente);
- La Torre y El Valle: Romería de San Roque (16 de agosto);
- La Salceda: Ntra. Sra. y S. Roque (15 y 16 agosto).